# 萊布尼茲輪

在所示位置，萊布尼茲輪共有九個輪齒，其中三個與計數輪嚙合。

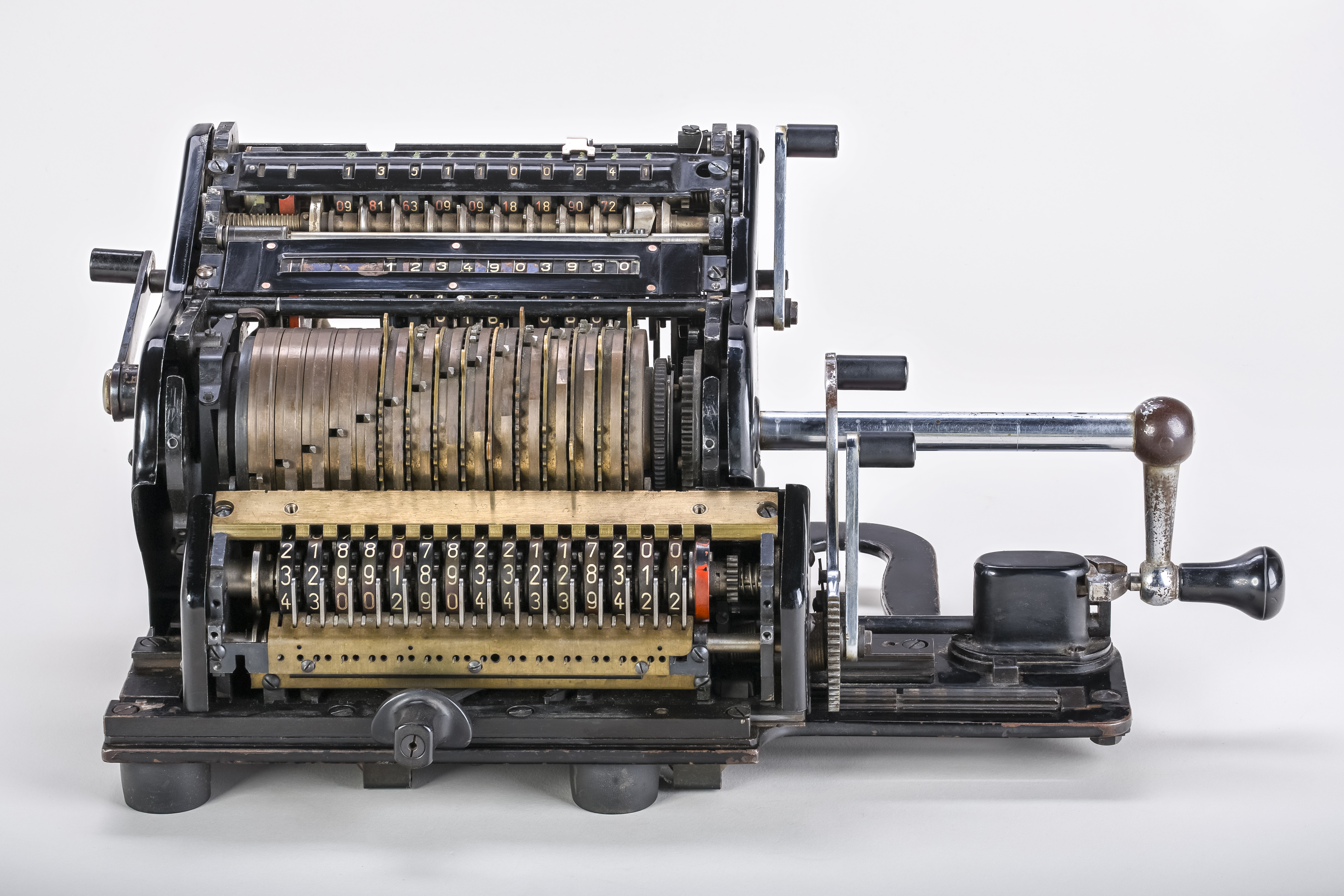
未加裝外殼的布倫斯維加牌機械計算器（Brunsviga 15）。

萊布尼玆輪（Leibniz wheel），又稱步進式轉鼓（stepped drum）是有一組帶有長度遞增的輪齒的圓筒，當與計數輪相連時，可供某類機械計算器的計算引擎使用。萊布尼玆輪由萊布尼兹於1673年發明，使用了三個世紀，直到1970年代中期電子計算器問世。
戈特弗里德·威廉·萊布尼玆在1694年根據步進式轉鼓的設計製造了「步進計算器」（Stepped Reckoner）。一個半世纪後的托馬斯‧德‧科爾馬（Thomas de Colmar）在第一台量產的計算器「托馬斯四則運算器」（Thomas Arithmometer）使用了該設計，使步進式轉鼓聞名於世。科塔計算器亦使用了步進式轉鼓的設計，科塔計算器是20世紀下半葉推出的一種非常受歡迎的可攜帶式計算器。

## 概念
以一個自由上下移動的計數輪與萊布尼茲輪相結合，計數輪可以與任意數量的輪齒緊密嚙合。
示意動畫顯示有九個輪齒的萊布尼茲輪與紅色計數輪相結合。萊布尼茲輪被設置為每次旋轉會與三個輪齒嚙合，因此每旋轉一次就會將計數器加上3或減去3。
托馬斯計算器的計算引擎有一組相連的萊布尼茲輪，接上手搖曲柄。每次轉動手搖曲柄都會使所有萊布尼茲輪旋轉一周。輸入用的滑動裝置會使計數輪在萊布尼茲輪旁上下移動，而萊布尼茲輪本身則由進位機制連接起來。

從19世紀末開始，萊布尼茲步進式轉鼓在純機械計算器中有一部分被設計類似但更為簡潔的針輪所取代；不過在純電子計算器崛起之前，步進式轉鼓仍然是機電式計算器的主流技術。

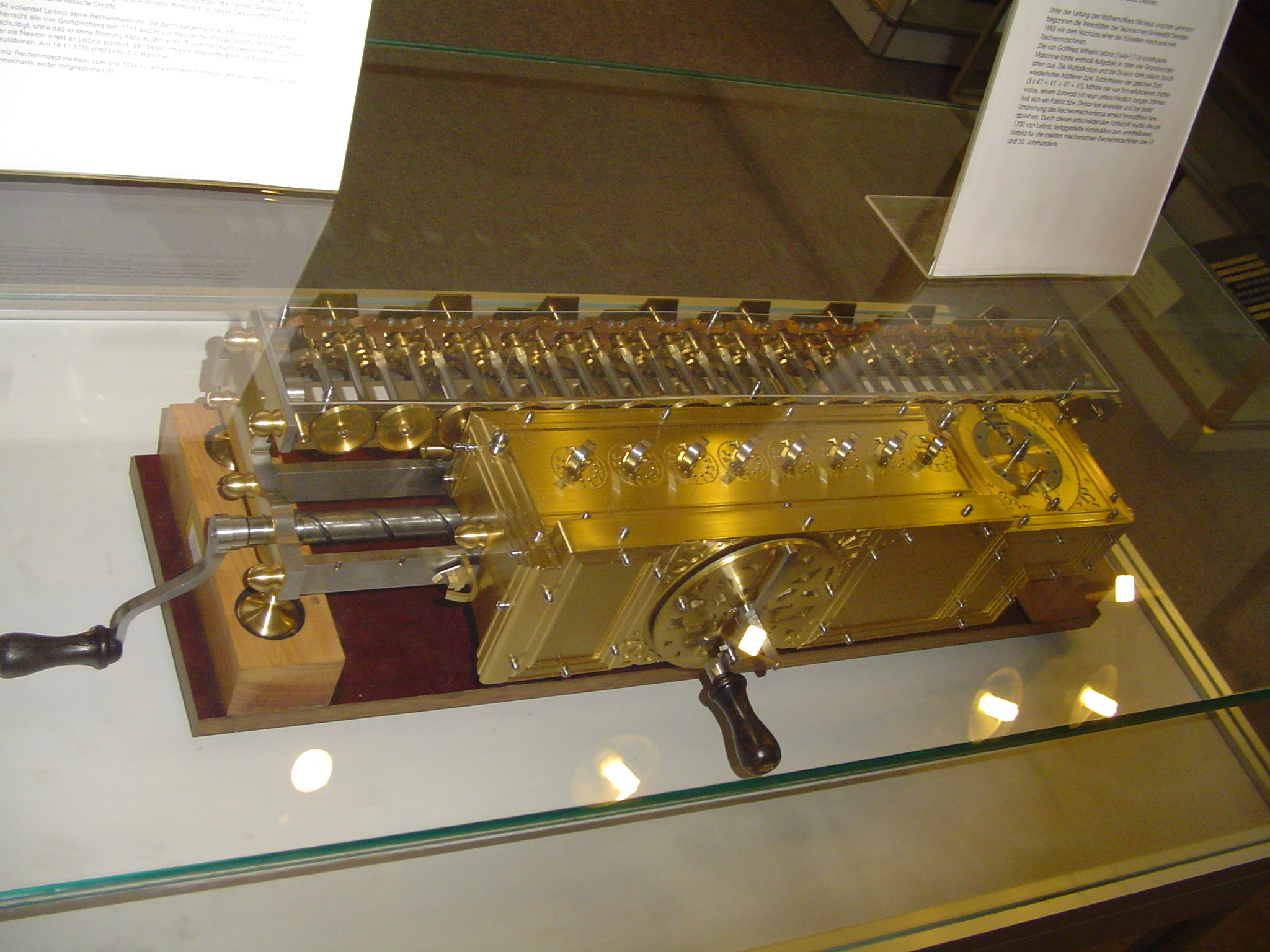
仿製的萊布尼茲步進計算器收藏於德意志博物馆。

## 註記
1. ↑  Ifrah, p. 125 (2001)
2. ↑  Chase, p.204 (1980)

## 資料來源
- Chase, George C. . IEEE Annals of the History of Computing. July 1980.
- Ifrah, Georges. . John Wiley & Sons, Inc. 2001. ISBN 0-471-39671-0.
- de Brabandere, Luc. . Paris: Mardaga. 1995: 114–125. ISBN 978-2-87009-591-1 （法语）.
- Marguin, Jean. . Hermann. 1994. ISBN 978-2-7056-6166-3 （法语）.

## 外部連結
- 维基共享资源上的相關多媒體資源：萊布尼茲輪
- Arithmometre.org - Main page （页面存档备份，存于） - The first commercially successful machine that used Leibniz wheels
- ami19.org - A great site for patents and articles on 19th century mechanical calculators
- Rechenmaschinen-Illustrated （页面存档备份，存于） - A large display of mechanical calculators